# Harry Järv
Harry Järv (27 marca 1921 w Korsholm, zm. 21 grudnia 2009 w Sztokholmie) – szwedzki bibliotekarz, pisarz i tłumacz pochodzący z Finlandii. Był weteranem lejtantem II wojny światowej. Według swoich poglądów politycznych Järv był anarchosyndykalistą.

## Wczesne lata i wojna
Järv urodził się w rodzinie rolnika w gminie Korsholm w zachodniej Finlandii. Po ukończeniu szkoły średniej w Vaasa wypłynął na morze w wieku 18 lat. Po wybuchu wojny zimowej w listopadzie 1939 jako ochotnik zaciągnął się do armii fińskiej. Później podczas II wojny światowej Järv był dowódcą plutonu w 61. pułku piechoty, który składał się prawie wyłącznie ze szwedzkojęzycznych Finów. Należał do jednostki patrolowej, prowadzącej patrole zwiadowcze i bojowe za liniami wroga. We wrześniu 1943 został ciężko ranny przez minę i resztę wojny spędził w szpitalu Saint Göran w Sztokholmie.
Järv nosił aparat podczas wojny i zrobił mnóstwo zdjęć, które później opublikował w swoich książkach. Fiński film wojenny Beyond the Front Line z 2004 oparty jest na pamiętnikach Järva. W 1945 pomógł swojemu byłemu przełożonemu Alpo Marttinenowi uciec z Finlandii do Szwecji, chociaż Järv powiedział, że nie lubi Marttinena jako osoby. Pułkownik Marttinen, który później wstąpił do armii Stanów Zjednoczonych, był zaangażowany w Sprawę Zasobnika Broni.

## Późniejsze lata
Po zakończeniu wojny Järv otrzymał stypendium Uniwersytetu w Uppsali i przeniósł się do Szwecji, gdzie spędził resztę życia. Od dzieciństwa interesował się czytaniem i kolekcjonowaniem książek. Biblioteka osobista Järva liczyła ponad 14 000 egzemplarzy. Pracował jako bibliotekarz, a później zastępca dyrektora Biblioteki Narodowej Szwecji.
W 1973 Järv otrzymał tytuł honorowy na Uniwersytecie w Uppsali. Był także członkiem Królewskiej Szwedzkiej Akademii Literatury, Historii i Starożytności. Järv napisał i przetłumaczył ponad 50 książek, a także dziesiątki artykułów do różnych czasopism. Jego własne książki były głównie zbiorami esejów z zakresu historii starożytnej, polityki i filozofii. Järv był także redaktorem naczelnym szwedzkich magazynów kulturalnych „Horisont”, „Radix” i „Fenix” i był znany jako wybitny znawca Franza Kafki.

## Idee polityczne
Järv po raz pierwszy zetknął się z ideami anarchizmu jako nastolatek dzięki książkom Piotra Kropotkina. Podczas swojego pobytu na morzu był pod wpływem fińskiego syndykalisty Niilo Wälläri, który to był przywódcą Fińskiego Związku Marynarzy. Podczas wojny Järv starał się godzić swoje anarchistyczne poglądy z rolą dowódcy plutonu. Traktował swoich ludzi na równi ze sobą, a decyzje były podejmowane demokratycznie. To często prowadziło do konfliktów z jego przełożonymi, a Järv był uważany za „niezdolnego do wojska”. W 1952 dołączył do szwedzkiego anarchosyndykalistycznego związku Centralna Organizacja Szwedzkich Robotników (SAC) i zaczął pisać artykuły do gazety „Arbetaren”.

## Honory
- Order Krzyża Wolności – 1939–1944
- Doktor honoris causa z filozofii, Uniwersytet w Uppsali – 1973

## Nagrody
- Svenska Akademiens översättarpris – 1969
- Elsa Thulins översättarpris – 1976
- Lotten von Kræmers pris – 1986
- Längmanska kulturfondens pris – 2001
- Kellgrenpriset – 2007

## Książki
- Nikolaj Leskov och det ryska samhället (1950)
- Kritik av den nya kritiken (1953)
- Klassisk Horisont (1960)
- Wprowadzenie do Kafki (1962)
- Vreden som brann hos peliden Achilleus (1962)
- Varaktigare än koppar (1962)
- Betydande Böcker från vå regen tid (1966)
- Läsarmekanismer (1971)
- Frihet jämlikhet konstnärskap (1974)
- Ezra Pound, Litterära essäer (1975)
- Victor Svanberg (1976)
- Tycke och smak (1978)
- Konst och kvalitet (1979)
- Enfald eller mångfald (1982)
- Den Svenska boken 500 lat (1983)
- Vinghästen (1984)
- Trollkarl eller lärling, Atlantis (1986)
- Den „goda tvåans” paradoxala hemlighet (1991)
- Kunskapens träd (1991)
- Om judiska bidrag till svensk kultur (1992)
- Aktualiteter i historiskt perspektiv (1995)
- Pole Prometeusza (1998)
- Åsikter och avsikter (2002)
- Oavgjort i två krig (2006)